# Periques
Periques és un mas del municipi de Puig-reig (Berguedà) inclòs en l'Inventari del Patrimoni Arquitectònic de Catalunya. En el seu origen fou la seu de la comanda de Puig-reig dels Templers, posteriorment passà a l'orde de l'Hospital i en època moderna es convertí en masia.. Actualment la casa ha estat restaurada pels seus propietaris i és apta per a fer-hi activitats.

## Descripció
És una construcció gòtica de finals del segle xiii o començaments del XIV. Consta d'una planta quadrada (24 x 24 m) formada per cossos rectangulars i closa per una tanca amb una porta d'arc de mig punt adovellat. Les dependències formen un angle recte al sector nord-oest, i una muralla amb finestres i espitlleres al sector sud-est tanca un pati quadrat.

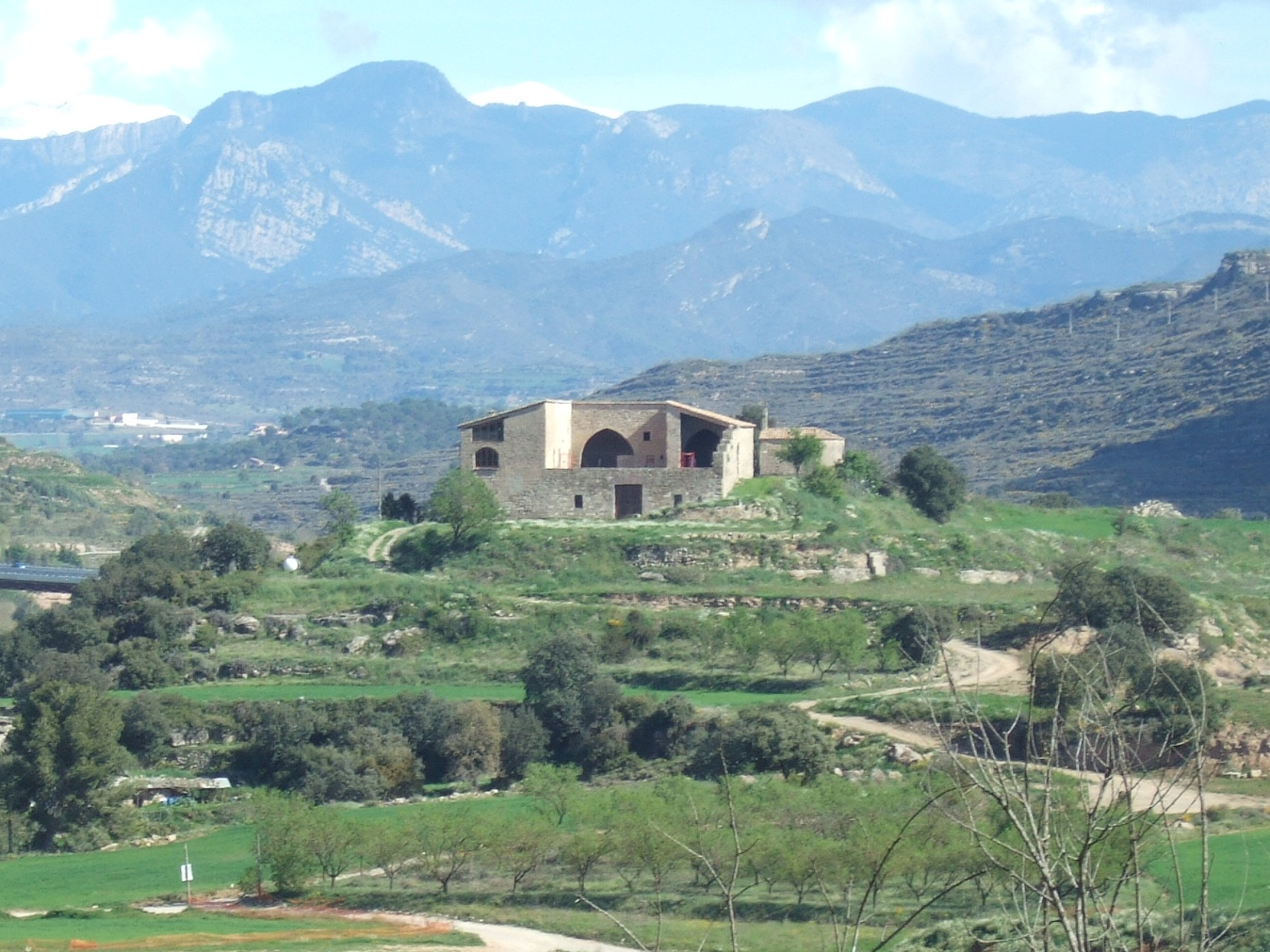
Periques

Les dependències són cobertes amb arcs diafragmàtics i fetes amb carreus de mides força grans, polits i escantonats que encara conserven les marques de picapedrer. L'ala nord era destinada a celler, magatzem i estables (soterrani). Cuina-menjador i dormitori eren situades a l'ala de ponent.
A la banda nord hi ha la capella de la Mare de Déu del Carme, d'origen romànic, antigament dedicada a Sant Julià i reconstruïda en època moderna.

## Història
Des de l'any 1212 és documentat el Mas de Sant Julià sobre el qual a finals del segle xiii, els Templers, senyors del castell i terme de Puig-reig, iniciaren la construcció de la seva granja-convent. La dissolució de l'orde, a inicis del segle xiv, va impedir que la construcció s'acabés totalment i funcionés com a centre agrícola i ramader de la Comanda de Puig-reig.
Sota el domini dels Hospitalers fou residència temporal dels membres de l'orde i al segle xvii ja funcionava com a masia. L'any 1721 era conegut encara amb el nom de "Mas Sant Julià, vuy lo mas Periques".